# Thomas Hodina
Thomas Hodina (* 1940 in Hamburg) ist ein deutscher Schauspieler und Hörspielsprecher.

## Leben und Wirken
Thomas Hodina machte seine Ausbildung in Schauspiel an der Hamburger Schauspielschule. Seine Bühnenstationen waren in der Folge das Theater am Turm in Frankfurt am Main, das Schauspielhaus Bochum, das Thalia Theater Hamburg, das Düsseldorfer Schauspielhaus, das Theater Basel und verschiedene Berliner Bühnen, unter ihnen das Renaissance-Theater. Weitere Engagements hatte er in Wiesbaden, Krefeld, Zürich, Weimar und Aachen. Unter anderen arbeitete er mit Regisseuren wie Wilfried Minks, Hans Neuenfels, Peter Palitzsch, Felix Prader und Peter Zadek. Zwischen 1968 und 2006 wirkte er an verschiedenen deutschen Fernsehfilmen und -serien mit. Hörspielaufzeichnungen deutscher Rundfunkanstalten mit seiner Beteiligung gibt es aus den Jahren 1989 bis 2002.
Thomas Hodina ist als freier Schauspieler tätig und lebt in Berlin und Lörrach.

## Filmografie (Auswahl)
- 1968: Bürgerkrieg in Rußland (Fernseh-Miniserie)
- 1968: Strandräuber (Fernsehfilm)
- 1974: Unter Ausschluß der Öffentlichkeit (Fernsehreihe)
- 1975: Dein gutes Recht (Fernsehserie, 13 Folgen)
- 1982: Tatort: Sterben und sterben lassen (Fernsehreihe)
- 1988: Justitias kleine Fische (Fernsehserie, 1 Folge)
- 1988: Europa und der zweite Apfel (Fernsehfilm)
- 1990: Das blinde Ohr der Oper (Fernsehfilm)
- 1990: Liebling Kreuzberg (Fernsehserie, 1 Folge)
- 2001: Der Clown (Fernsehserie, 1 Folge)
- 2006: Karol Wojtyła – Geheimnisse eines Papstes (Fernseh-Dokumentarfilm)

## Hörspiele (Auswahl)
- 1989: Nelson Rodrigues: Begräbnis erster Klasse – Regie: Walter Adler
- 1989: Hans Neuenfels: Giuseppe e Sylvia – Regie: Hans Neuenfels, Vera Wildgruber
- 1995: Walter Kempowski: Der Krieg geht zu Ende – Regie: Walter Adler
- 1998: Georges Simenon: Der Mann, der den Zügen nachsah – Regie: Walter Adler
- 1999: Michael Esser: President in space – Regie: Walter Adler
- 1999: Michael Connelly: Der Poet (2 Teile) – Regie: Walter Adler
- 2000: John Berger: Unterwegs zur Hochzeit (2 Teile) – Regie: Walter Adler
- 2002: Stewart O’Nan: Das Glück der anderen – Regie: Walter Adler